# Sophie Delwiche
Sophie Delwiche, née le 12 janvier 1976, est une judokate belge qui s'aligna soit dans la catégorie des poids mi-lourds, soit dans la catégorie des poids lourds.

## Palmarès
Sophie Delwiche a participé à plusieurs grands tournois internationaux.
Elle a décroché la médaille de bronze aux jeux de la francophonie à Madagascar [ Antananarivo 1997].

Elle a été championne de Belgique toutes catégories U20 et deux fois championne de Belgique sénior :
| Chpt de Belgique sénior | Chpt de Belgique sénior |  | 1995 | 1996 | 1997 | 1998 | 1999 | 2000 |  | 2002 | 2003 |
| ----------------------- | ----------------------- |  | ---- | ---- | ---- | ---- | ---- | ---- |  | ---- | ---- |
| poids lourds            | +72 kg                  |  | 1er  | 2e   |      |      |      |      |  |      |      |
| mi-lourds               | -78 kg                  |  |      |      | 3    | 2e   | 2e   |      |  |      |      |
| poids lourds            | +78 kg                  |  |      |      |      |      |      | 1er  |  |      |      |